# 王刚 (1973年)
王刚（1973年9月—），男，汉族，河南项城人，中华人民共和国政治人物，中国共产党党员，第十三届全国人民代表大会新疆维吾尔族自治区代表。

## 生平
1995年毕业于新疆大学政治系思想政治教育专业，后进入新疆维吾尔自治区交通厅工作。2001年6月，进入中共新疆维吾尔自治区党委组织部工作。
2016年4月，任中共霍尔果斯市委书记、霍尔果斯经济开发区党工委常务副书记、管委会主任（副厅长级）。
2017年11月，任克拉玛依市人民政府市长。
2021年1月，任新疆维吾尔自治区人民政府国有资产监督管理委员会党委书记、副主任。
2022年4月，任中共阿克苏地委书记。
2023年1月，当选为新疆维吾尔自治区人民政府副主席。
2018年，王刚被选为新疆维吾尔族自治区出席第十三届全国人民代表大会代表。